# The Gems
The Gems est un groupe suédois de rock. Le groupe est formé en 2023 par trois anciens membres de Thundermother.

## Histoire
En mars 2023, Mancini, Johansson et Lindgren quittent le groupe Thundermother et forment un nouveau groupe sous le nom de The Gems,. Ils forment alors un nouveau groupe sous le nom de The Gems. Le 22 mars de la même année, le groupe donne son premier concert au Pustervik à Göteborg, en première partie du The Night Flight Orchestra. Le 3 mai de la même année, le groupe signe un contrat avec Napalm Records ; trois jours plus tard, le groupe se produit au festival Downtown Riot à Stockholm. Le 15 juin 2023, le premier single, Like A Phoenix, sort.
Like a Phoenix est bien accueilli et se hisse à la deuxième place des charts des stations de radio rock en Allemagne. Le 21 juin 2023, le groupe joue pour la première fois en Allemagne, notamment au Kieler Woche à Kiel. À propos du deuxième single, Send Me to the Wolves, le groupe déclare : « La chanson parle de la victoire : ne te laisse pas abattre, ne te laisse pas abattre ».
Le 5 mars 2024, The Gems sort la chanson féministe Queens dans le cadre de la Journée internationale des femmes. En juin de la même année, le groupe se produit sur la scène principale du Sweden Rock Festival.
Le premier album Phoenix sort le 26 janvier 2024,. L'album est bien accueilli,, bien que l'on ait également affirmé qu'il était très similaire dans son style aux chansons de Thundermother, le groupe précédent du trio. En outre, la voix de la chanteuse Guernica Mancini est comparée à celle de Lizzy Hale, la chanteuse principale de Halestorm. La chanson Running est à l'origine destinée au projet solo de Mancini, Like A Phoenix et P.S.Y.C.H.O. ayant été écrits par Johansson. 

## Discographie

### Albums studio
- 2024 : Phoenix

### Singles
- 2023 : Like a Phoenix
- 2023 : Send Me To The Wolves
- 2023 : P.S.Y.C.H.O.
- 2023 : Undiscovered Paths
- 2024 : Queens